# Queenvic
Queenvic is een geslacht van spinnen uit de  familie van de Lamponidae.

## Soorten
- Queenvic goanna Platnick, 2000
- Queenvic kelty Platnick, 2000
- Queenvic mackay Platnick, 2000
- Queenvic piccadilly Platnick, 2000